# Harry Dahlgren
Harry Alexander Dahlgren, född 14 oktober 1912 i Solna, död 19 april 2003 i Älvsjö i Stockholm, var en svensk skådespelare, sångare och tyngdlyftare.

## Filmografi
- 1949 – Kvinnan som försvann
- 1949 – Greven från gränden
- 1949 – Janne Vängman på nya äventyr
- 1949 – Pappa Bom
- 1950 – Restaurant Intim
- 1951 – Tull-Bom
- 1951 – Starkare än lagen
- 1953 – Barabbas
- 1953 – Vägen till Klockrike
- 1956 – Flickan i frack
- 1957 – En drömmares vandring
- 1967 – Drrapå - kul grej på väg till Götet

### Fotnoter
1. ↑  ”Harry Dahlgren”. Svensk Filmdatabas. http://www.sfi.se/sv/svensk-filmdatabas/Item/?type=PERSON&itemid=63011&ref=%2ftemplates%2fSwedishFilmSearchResult.aspx%3fid%3d1225%26epslanguage%3dsv%26searchword%3dharry+dahlgren%26type%3dPerson%26match%3dBegin%26page%3d1%26prom%3dFalse. Läst 20 februari 2013.
2. ↑  https://www.discogs.com/artist/4415677-Harry-Dahlgren
3. ↑  https://sparvagenidrott.nu/harrydahlgren